# Chronique des sentiments, tome I
Vous venez d’apposer le modèle de débat d'admissibilité.
Avant toute chose, veuillez créer la page de débat correspondante en cliquant ici.
- Une fois la page de vote initialisée, rafraîchissez cette page, et le bandeau prendra son aspect définitif.
- Si votre débat d'admissibilité est groupé (le motif et l’argumentation doivent être les mêmes), modifiez cette page pour ajouter au modèle le paramètre « cat » suivi du nom de la page de discussion de l’article pour lequel la page de débat existe déjà (ex. : cat=Discussion:Nom_de_l'autre_article). Ensuite, suivez les nouvelles instructions qui apparaissent.
- Vous pouvez également utiliser le paramètre « type » pour faciliter l’accès aux critères d’admissibilité. Exemple : {{suppression|type=mot-clé}}. Liste des mots-clés existants : fiction, musique, art visuel, fanzine, jeu de société, porno, sportif, association, enseignement, société, site web, route, nombre, (Liste complète ici).

| 1. | Créez la page de débat d'admissibilité.                                                                      | Sauvegardez d’abord la page pour l’initialiser puis indiquez votre motivation.                          |
| 2. | Important : ajoutez une entrée dans la section Débat d'admissibilité du jour.                                | Utilisez ce texte : *{{L\|Chronique des sentiments, tome I}}                                            |
| 3. | Pensez à informer les contributeurs principaux de la page et les projets associés lorsque cela est possible. | Utilisez ce texte : {{subst:Avertissement débat d'admissibilité\|Chronique des sentiments, tome I}}~~~~ |

 (février 2025).
Chronique des sentiments, Livre I, Histoires de base est un recueil de chroniques, d'Alexander Kluge, en langue allemande, publié en 2000 par les éditions Suhrkamp Verlag, et en français en 2016 par Éditions P.O.L, dans une version refondue.

## Table des matières
- pp. 9-37 : Préface de Vincent Pauval (2015) : Nouvelles du Siècle noir, et par-delà...
- pp. 39-40 : Avant-propos
- pp. 41-236 1 : Les coureurs de vie et leurs histoires de vie
- pp. 237-373 2 : Histoires de base
- pp. 375-484 3 : Heidegger en Crimée
- pp. 485-763 4 : Description de bataille (sur Stalingrad)
- pp. 765-905 5 : Affirmation ensauvagée de soi
- pp. 907-987 6 : Qui tente un mot de réconfort est un traître
- pp. 989-1094 7 : Comment se préserver ? Qu'est-ce qui sous-tend les actes volontaires ?
- pp. 1095-1030 : Notes, glossaire, table, remerciements

## Contenu
Le texte comporte des centaines de récits, qu'il s'agisse d'ébauches de récits, ou de développements (empruntés et/ou réécrits) par exemple sur le Troisième Reich (1933-1945), la bataille de Stalingrad (1942-1943), la Reichswehr (1919-1935), la Wehrmacht (1935-1946), et différents personnages de la famille Kluge.
Parmi les projets inaboutis et œuvres perdues, figurent La Clémence de César, opéra apocryphe de Rossini, sur un livret de Goethe (sous pseudonyme), qui aurait dû être créé en 1813 à Leipzig, et que la défaite napoléonienne à la bataille de Leipzig a empêché, et dont la partition retrouvée en 1940 aurait disparu dans un naufrage peu de temps après, et le Projet Homunculus de Goethe et Jean Petit (Max Kleinert) (p. 888).
Parmi les ébauches non reprises, Coromius (p. 219-244) ou Le Sang de l'amant, histoire n° 281 de la Gesta Romanorum.
Parmi les écrivains allemands invoqués : Kant, Heidegger, Leibnitz, Goethe, Hegel, Hölderlin, Kleist, Nietzsche, Mann, May, Adorno, Jünger, Holtzmann, Wieland Wagner, Felix Langenegger (1880-1947 ?), Fritz Wegeleben, Rudolf Steiner, Heinz Hirte, Fritz Bauer, Franz Albert Six, Dora Maria Kahlich, Dr Elfriede Fliethmann, Jacques Helbronner, Dieter Wislicenz, et tant d'autres.
Parmi les personnalités d'autres langues : Cyril Radcliffe, Alexandre Pouchkine, Frederik Sutherland, Ferruccio Vecchi (p. 717), Andreï Tarkovski (p. 437), Jacques Foccart (p. 439), Tom Hayden (réalisateur australien), Marcel Proust (p. 919), John W Pehle, John Mc Cloy, Édouard Totleben, Maharal, le Golem ou La Princesse de Clèves (p. 1041).
Parmi les événements plus isolés, la déesse Agdistis, le pogrom de Iași (1941) (p. 968), et quelques points de l'histoire de la Tasmanie (p. 1080), dont Nicolas Baudin et Truganini (1812-1876).

## Éditions
- 2000 : Chronik der Gefühle, Suhrkamp, Frankfurt am Main  (ISBN 3-518-41202-7).
- 2003 : Chronique des sentiments. Choix élaboré avec l'auteur, traduit par Pierre Deshusses, Arcades, Gallimard,  (ISBN 2-07-076736-1)
- 2016 : Chronique des sentiments, Livre I, Histoires de base, sous la direction de Vincent Pauval, 1 136 pages,  (ISBN 978-2-818-01-996-2)

## Réception
Les rares recensions francophones de cette édition revisitée, restructurée, augmentée, sont bonnes,.
L'auteur a reçu, principalement pour ces chroniques, le Prix Georg-Büchner 2003.